# Diocèse de Leopoldina

Regional CNBB Leste 2.

Le diocèse de Leopoldina (en latin, Dioecesis Rege) est une circonscription ecclésiastique de l'Église catholique au Brésil.
Son siège se situe dans la ville de Leopoldina, dans l'État du Minas Gerais.
Le diocèse est suffragant de l'archidiocèse de Juiz de Fora.

## Évêques
- Delfim Ribeiro Guedes (1943-1960)
- Geraldo Ferreira Reis (1961-1985), émerite
- Sebastião Roque Rabelo Mendes (1985-1989)
- Ricardo Pedro Chaves Pinto Filho, O. Præm (1990-1996)
- Célio de Oliveira Goulart, OFM (1998-2003)
- Dario Campos, OFM (2003-2011)

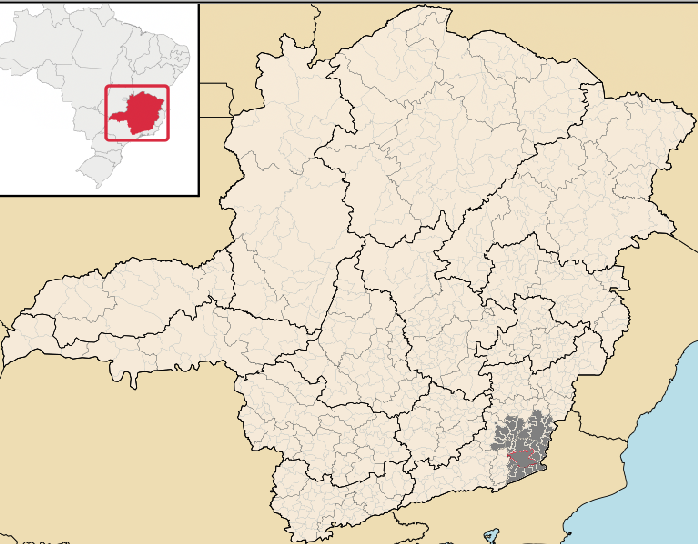
Diocèse de Leopoldina.

- Diocèse de Leopoldina.José Eudes Campos do Nascimento (2012-2018)
- Edson José Oriolo dos Santos (2019- )

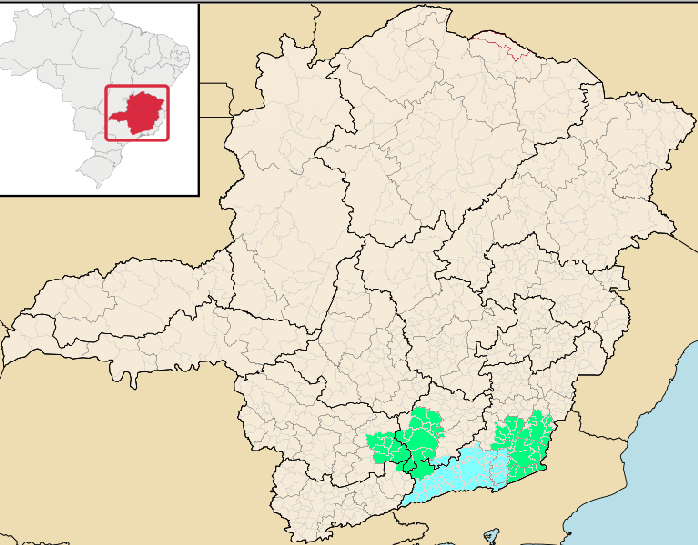
Province Ecclesiastique de Juiz de Fora.